# Вестхаузен (Вюртемберг)
Вестхаузен (нем. Westhausen) — община в Германии, в земле Баден-Вюртемберг. 
Подчиняется административному округу Штутгарт. Входит в состав района Восточный Альб.  Население составляет 5862 человека (на 31 декабря 2010 года). Занимает площадь 38,46 км².